# Коров'ячий кал

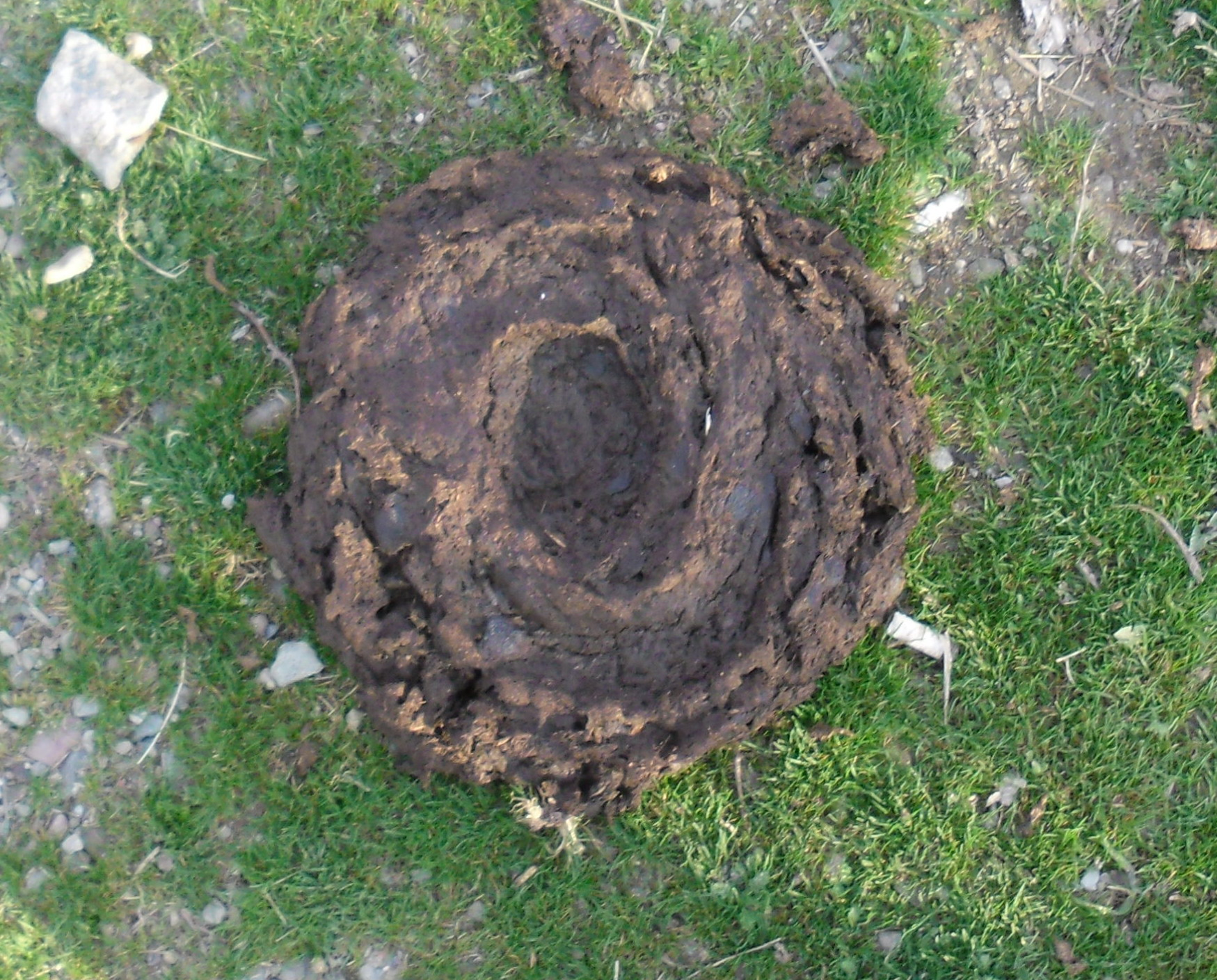
Коров'як

Коро́в'ячий кал (коров'як) є біологічним відходом життєдіяльності тварин виду бичачих. Ці види включають велику рогату худобу («корови»), зубри («Баффало»), яків і буйволів. Коров'ячий гній являє собою неперетравлені залишки рослинного матеріалу, який пройшов через кишківник тварини. Отримані фекалії багаті мінералами. Колір варіюється від зеленувато-чорнуватого, часто з потемнінням незабаром після контакту з повітрям. Також відомий як «коров'ячі пироги» та «коров'яча міна».

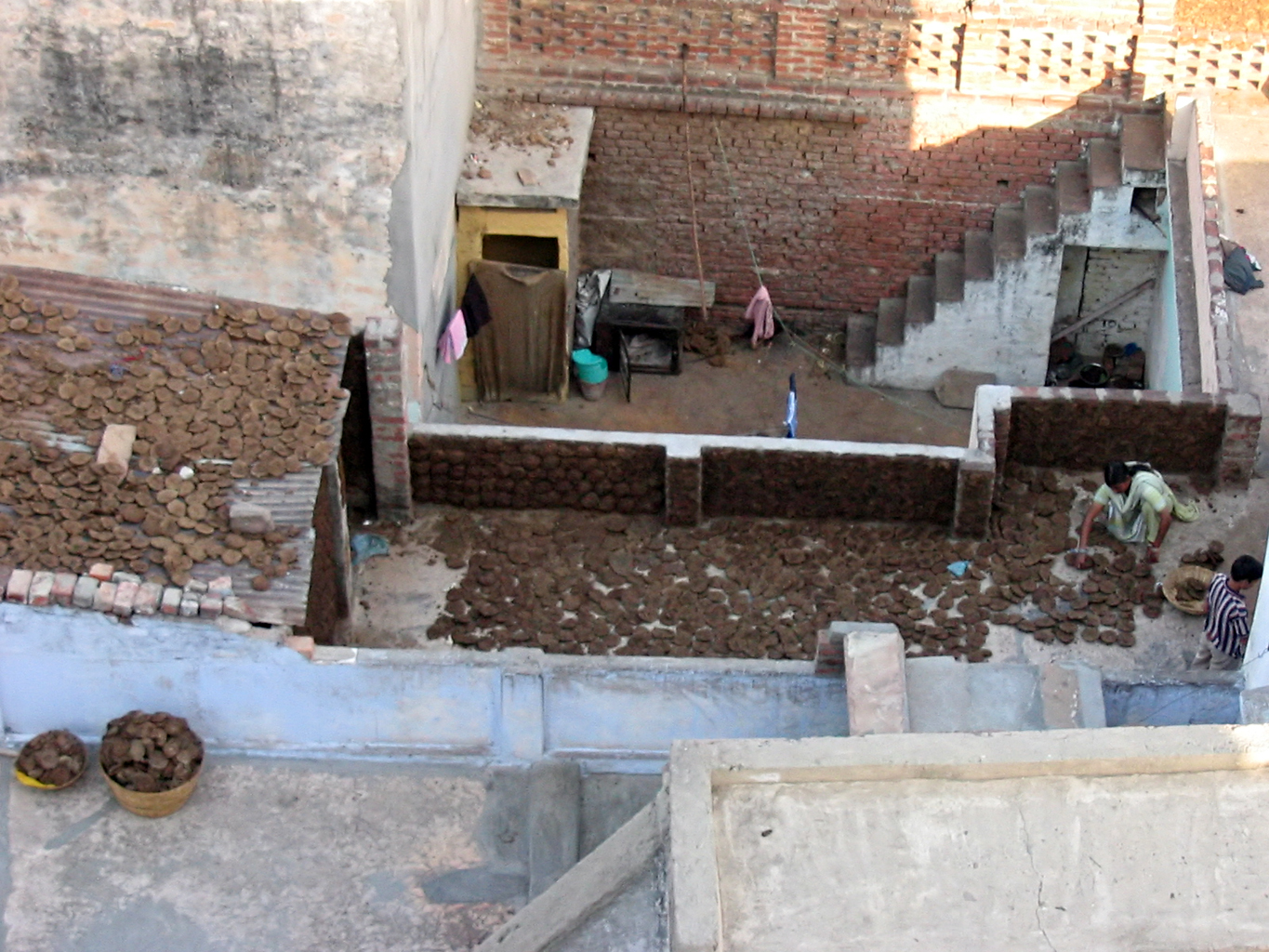
Сушений кал корови в Варанасі (Індія). В Індії коров'ячий кал називається Gobar